# NGC 76
NGC 76은 안드로메다자리 방향에 있는 나선 은하이다.